# Bendix Grodtschilling den yngste
 Der er flere personer med dette navn, se Bendix Grodtschilling.
Bendix Grodtschilling den yngste (født 12. august 1686 i København, død 23. marts 1737 sammesteds) var søn af Bendix Grodtschilling den yngre, hvem han efterfulgte i embedet som kunstkammerforvalter. Han var maler og konkyliolog, men i begge henseender uden nogen betydning og sad hele livet igennem i små kår og trykkende gæld. I 1725 fik han Frederik IV's tilladelse til at lade nogle billeder bortspille i et lotteri til indtægt for sig. Grodtschilling var i lang tid sygelig og døde af sten 23. marts 1737. Hans hustru, Agnete Margrethe født Fogelman døde først 1757 (begravet 19. juli). Grodtschilling er begravet i Trinitatis Kirke.

## Ekstern henvisning
- Bendix Grodtschilling den yngste på Kunstindeks Danmark/Weilbachs Kunstnerleksikon

| Efterfulgte: Bendix Grodtschilling den yngre | Kongelig kunstkammerforvalter 1707 - 1737 | Efterfulgtes af: Johann Salomon Wahl |